# نوري عبد الحميد العاني
نوري عبد الحميد خليل العاني مؤرخ وكاتب وأديب ومؤلف عراقي.

## حياته
ولد في عانة سنة 1936 م ودرس في مدارسها، ثم أكمل البكالوريوس في التاريخ من كلية الآداب ـ جامعة بغداد سنة 1958، وبعدها نال الماجستير من جامعة عين شمس سنة 1969 ثم الدكتوراه من الجامعة ذاتها سنة 1973، وعمل مدرسا في عدد من المدارس الثانوية قبل انتقاله إلى الجامعة ليكون أستاذا فيها، عنوان أطروحته للدكتوراه فكان ( العراق في العهد الجلائري : ٧٣٨-٨١٤ه٠ / ١٣٣٧-١٤١١م، دراسة في اوضاعه الادراية).
بعد حصوله على الدكتوراه، عمل مدرسا مساعدا في قسم التاريخ بكلية الآداب ـ جامعة البصرة (1969_1977)، فمدرسا (1973 ـ 1977)، فأستاذ مساعدا (1977ـ 1982) فأستاذا مشاركا (1983ـ1984) فأستاذا في 1984.